# Andrea Olaya
Andrea Carolina Olaya Gutiérrez (* 9. Dezember 1994 in Neiva) ist eine kolumbianische Ringerin.

## Biografie
Andrea Olaya belegte bei den Ringer-Weltmeisterschaften 2014 und 2015 jeweils den fünften Rang. Bei den Olympischen Sommerspielen 2016 in Rio de Janeiro trat sie im Schwergewicht an, wo sie den 15. Platz belegte. Bei den Zentralamerika- und Karibikspielen 2018 gewann sie Gold in der Klasse bis 76 kg. Ein Jahr später bei den Panamerikanischen Spielen gewann sie ebenfalls in dieser Klasse Bronze.